# 2613 Plzeň
A 2613 Plzen (ideiglenes jelöléssel 1979 QE) a Naprendszer kisbolygóövében található aszteroida. Ladislav Brožek fedezte fel 1979. augusztus 30-án.